# لاريسا فرانسا
لاريسا فرانسا (مواليد 14 أبريل 1982) هي لاعبة كرة طائرة شاطئية برازيلية.